# Municipio Sucre (Trujillo)
Sucre es uno de los veinte municipios que forman parte del Estado Trujillo en Los Andes de Venezuela. Su capital es la población de Sabana de Mendoza. Tiene una extensión de 214 km², según estimaciones del INE su población para 2010 será de 25.350 habitantes.
El municipio Sucre está dividido en cuatro parroquias que son: Sabana de Mendoza (capital), Junín, Valmore Rodríguez y El Paraíso.

### Conformación
Debe su nombre y su conformación como pueblo al Terrateniente Don Ildefonso Mendoza quien congregó a los vecinos en el lugar y a Don Laureano Silva por haber cedido sus terrenos para la expansión del pueblo, cuando la quebrada Vichú aumentó su caudal

## Historia
El Municipio Sucre tiene su origen en el año 1605, donde se establece una aldea en las riberas de la quebrada La Vichú, donde es asignado el capitán español Hernando Hurtado de Mendoza para adoctrinar, bautizar y evangelizar a los aborígenes de la zona. Tiempo después, la quebrada La Vichú aumenta su caudal y arrasa el lugar, por lo que se refugian en una parte más alta en donde hoy se conoce como Sabana de Mendoza.
En 1870 el entonces Presidente de los Estados Unidos de Venezuela, General Antonio Guzmán Blanco, firma en Caracas el convenio para la construcción del Gran Ferrocarril de La Ceiba (trayecto La Ceiba – Motatán) por un monto de ocho millones de bolívares, con una longitud de ochenta y un kilómetros y medio. Esto trajo como secuela el que muchos trabajadores agrarios se dedicarán a la tala y venta de maderos para los “durmientes del tren” y por consiguiente a construir ranchos a la orilla del camino de hierro. El convenio establecía una estación intermedia y que se llamaría Estación Guzmán Blanco.
Comienzan entonces los trabajadores ferrocarrileros a construir sus chozas y viviendas en las cercanías de lo que sería la estación o terminal del tren. Estas eran de bahareque, barro, palma, arcilla y caña brava. Probablemente, es el único caso en Venezuela de una formación urbana que nace asociada directamente a un ferrocarril. 
Para 1886, hace su entrada la primera locomotora, convirtiéndose el suceso en motivo de alegría, suspicacia, esperanza y miedo.
Esto motivó el realce de las actividades comerciales con Maracaibo y sus puertos más cercanos. Se asientan, entonces, importantes empresas como la Broker & Company, Casa H.L. Boulton, Comercial Arjona, Casa Paría y Méndez. Se construye un “camellón” donde los viajeros y productores rurales venidos de La Ceiba, Moporo, Betijoque, Motatán, Pampán y Pampanito, podían intercambiar las bestias de carga (burros, mulas, caballos) para darles descanso. En 1945, el Gran Ferrocarril de la Ceiba, culmina sus operaciones, aunque desde 1940, su funcionamiento era muy precario, pues comenzó a incurrir en grandes pérdidas económicas por el advenimiento de las carretera a la Ceiba, y luego la carretera Mene Grande- Motatan, inaugurada el 8 de junio de 1940; y el enlace asfaltado hasta el puerto de Palmarejo, desde donde partían los ferris hasta Maracaibo. El otro impulso lo recibió Sabana de Mendoza en la década de los 50 del siglo XX con la construcción de la carretera Panamericana. 
Hasta el año 1977 perteneció al Distrito Betijoque y hasta 1987 al Distrito Rafael Rangel y no fue si no hasta el 30 de enero de 1985 que se dio el nombre como Municipio autónomo Sucre, con sus cuatro parroquias.

## Geografía
Localizado al oeste del estado en plena Carretera Panamericana y en contacto con la depresión del lago de Maracaibo.
Posee una superficie de 214 km² lo cual representa el 2.8 % de todo el estado.
Su capital es Sabana de Mendoza y políticamente se encuentra dividido en cuatro parroquias: Sabana de Mendoza, El Paraíso, Junín y Valmore Rodríguez.

### Límites geográficos
- Norte: Limita con la Parroquia Santa Isabel, y EL Jaguito del municipio Andrés Bello y con el Municipio Baralt del estado Zulia.
- Este: Limita con la Parroquia El Cenizo, El Dividive, del municipio Miranda, y El Baño del municipio Motatán y con el  Municipio Andrés Bello.
- Sur: Limita con las Parroquias José Gregorio Hernández, La Pueblita, Betijoque, del municipio Rafael Rangel y Sabana Grande del municipio Bolívar.
- Oeste: Limita con las Parroquias El Progreso y Tres de Febrero, del municipio La Ceiba.

### Centros poblados
El centro de servicios más importante es Sabana de Mendoza. Su ubicación al margen de la carretera Panamericana le proporciona una gran ventaja sobre el resto de comunidades, por cuanto ha logrado desarrollar algunas actividades terciarias de importancia.
Ciertas industrias también han aprovechado esta circunstancia para realizar su ubicación en esta localidad.

### Relieve
Si nos atenemos a las formas que prevalecen en su topografía se puede afirmar que predominan los relieves de poca altura, el municipio esta asentada al pie del Cerro “El Palmichero” en una planicie flanqueada por la Serranía del Toro y la Quebrada Pedro Felipe, es una sabana semi-inclinada y circundada por coloridas sementeras.

### Vegetación
Al oeste de municipio se desarrolla el bosque seco tropical y el bosque húmedo es zona representan un fuerte proceso de alteración al extremo que su condición clima no se consigue como resultado de la ampliación de la frontera agrícola.

### Clima
Predomina el clima tropical de sabana, la sequía es relativamente corta y comprende los meses de enero, febrero y marzo. Las precipitaciones se ubican entre 850 y 900 mm y la temperatura varía entre 27 y 32 °C. 

### Hidrografía
Sus cursos pertenecen a la cuenca del río Motatán y esta a su vez al lago de Maracaibo, La mayoría son simples quebradas. 

## Cultura
Una de las expresiones de mayor raigambre en todo el sur del lago de Maracaibo es la celebración de San Benito de Palermo donde los chimbángueles con su ritmo afro-venezolano marcan la pauta de esta celebración. De esta fiesta sacro-profana en el municipio se le rinde veneración, en las fiestas patronales, a varia manifestaciones marianas, destacando la que tiene que ver con la virgen del Carmen.

## Economía
Además de la actividad comercial que despliega Sabana de Mendoza, la ganadería tiene importancia. Los cultivos se desarrollan en pequeños conucos o parcelas, muchas de ellas próximas al eje vial. Destacan por las áreas cultivadas la caña y el plátano.
Sabana de Mendoza es el principal centro comercial del estado Trujillo en la vía Panamericana, lo cual puede notarse en el intenso intercambio comercial que se realiza en sus diferentes establecimientos y en la presencia de entidades bancarias.

### Turismo
La ausencia de sitios y lugares de interés para los visitantes hace que esta actividad sea de poca importancia. Sin embargo durante la celebración de la fiesta a San Benito de Palermo  recibe un gran número de turistas.

## Transporte
Su principal vía de comunicación es la Carretera Panamericana o Troncal 1, considerada la más importante de todo el sur del lago de Maracaibo. Las otras son pequeñas y cortas carreteras que entrelazan a sus diferentes comunidades.

## Política y gobierno

### Alcaldes
| Período                            | Alcalde          | Partido político / Alianza | % de votos | Notas |
| ---------------------------------- | ---------------- | -------------------------- | ---------- | --- |
| 1989 - 1992                        | Hugo Suárez      | AD                         | 51,36      | Primer alcalde bajo elecciones directas |
| 1992 - 1995                        | Hugo Suárez      | AD                         | 55,46      | Reelecto |
| 1995 - 2000                        | César Matheus    | AD                         | -          | Segundo alcalde bajo elecciones directas (se realizaron elecciones generales adelantadas en el 2000 debido a la aprobación de la Constitución de 1999) |
| 2000 - 2004                        | Manuel Montero   | MVR                        | 64,24      | Tercer alcalde bajo elecciones directas |
| 2004 - 2008                        | Manuel Montero   | MVR                        | 41,26      | Reelecto |
| 2008 - 2013                        | Edubirjes Torres | PSUV                       | 35,66      | Cuarta alcalde bajo elecciones directas (se postergan 1 año las elecciones municipales pautadas para finales del 2012)                                 |
| 2013 - 2017                        | Luis Parrillo    | VBR                        | 44,49      | Quinto alcalde bajo elecciones directas |
| 2017 - 2021                        | Omar Pérez       | PSUV                       | 58,04      | Sexto alcalde bajo elecciones directas |
| 2021 - 2025                        | Keiver Peña      | MUD                        | 43,17      | Séptimo alcalde bajo elecciones directas |
| 2025-2029                          | Keiver Peña      | FV UNICA                   |            | Reelecto |
| Fuente: Consejo Nacional Electoral |                  |                            |            | |

### Concejo municipal
Período 2021 - 2025
| Concejales     | Partido político / Alianza |
| -------------- | -------------------------- |
| Agripina Godoy | MUD                        |
| Olga Simancas  | MUD                        |
| Mauro Durán    | MUD                        |
| Rafael Duran   | MUD                        |
| Jesus Alaya    | MUD                        |
| Gianny Pirela  | PSUV                       |
| Danni Arroyo   | PSUV                       |